# Милутин Балтић
Милутин Балтић (Доње Селиште, код Глине, 2. децембар 1920 — Загреб, 27. октобар 2013) био је учесник Народноослободилачке борбе, друштвено-политички радник СФР Југославије и СР Хрватске, јунак социјалистичког рада и народни херој Југославије. У периоду од 1983. до 1984. обављао је функцију председника Председништва СР Хрватске.

## Биографија
Рођен је 2. децембра 1920. у Доњем Селишту, код Глине. Основну школу је завршио у родном месту, а два разреда гимназије у Глини. Машин-бравaрски занат је изучио у Загребу.
У револуционарни омладински покрет укључио се 1936, а у УРССЈ 1938. као металски радник у Загребу и Карловцу. Члан Савеза комунистичке омладине Југославије (СКОЈ) постаје 1938, а члан Комунистичке партије Југославије (КПЈ) јуна 1940. године. Био је члан Месног комитета СКОЈ-а за Загреб и члан Покрајинског комитета СКОЈ-а за Хрватску. Био је делегат СКОЈ-а на Петој земаљској конференцији КПЈ. Истакао се у низу синдикалних акција, због чега је био хапшен и прогањан.

### Народноослободилачка борба
После окупације Краљевине Југославије, априла 1941, одлуком ЦК КП Хрватске је упућен на рад у Банију и Кордун, где је био један од организатора устанка и револуције.
Био је представник Котарског комитета Глине на састанку који је одржан 19. јула 1941. године, у шуми Абез крај Вргинмоста, гдје је, уз присуство Рада Кончара и Јосипа Краша, донесена одлука о подизању устанка на Банији и Кордуну. Тада је и донијета одлука да оружане акције у Банији почну 23. јула. Учествовао је и у организовању првих партизанских јединица у Банији. Обишао је цијело подручје Кордуна и Баније, усмјеравао рад скојевских организација и учествовао у борбама партизанских јединица.
У јануару 1942. године, руководио је десетодневним партијским курсевима, а почетком фебруара, по одлуци Окружног комитета КПХ за Карловац, одлази с Кордуна у Дрежницу, да помогне дрежничким комунистима. Октобра 1942. године, одлази по задатку у окупирани Загреб, гдје постаје руководилац Повјеренства Покрајинског комитета СКОЈ-а за Хрватску. Радио је у врло тешким илегалним условима са скојевском организацијом Загреба и сјеверне Хрватске. Године 1943, Милутин је постао члан Повјеренства ЦК КПХ за сјеверну Хрватску и Загреб. На дужности секретара Покрајинског комитета СКОЈ-а за Хрватску неуморно је радио на јачању и ширењу скојевских организација до краја рата.

### Послератни период
Послије рата, Балтић је био секретар Градског комитета Народне омладине Београда, члан Централног комитета Народне омладине Југославије, министар за рад Владе НР Хрватске, организациони секретар Градског комитета СК Загреб, члан Извршног вијећа Сабора, Државни секретар за робни промет СР Хрватске, предсједник Одбора за привреду и потпредсједник Вијећа Савеза синдиката Хрватске, члан Централног комитета СК Хрватске и ЦК СКЈ, члан Предсједништва Вијећа Савеза синдиката Југославије (ССЈ) и предсједник Комисије за друштвено-економске односе, развој привредног система и дугорочну економску политику Предсједништва ЦК СКЈ.
Од 1983. до 1984. обављао је дужност председника Председништва Социјалистичке Републике Хрватске.
Умро је 27. октобра 2013. у Загребу и сахрањен у Гробници народних хероја на загребачком гробљу Мирогој. У тренутку смрти био је последњи народни херој Југославије, који је живео у Хрватској.
Имао је четворо деце — сина Владимира и ћерке Јасну, Ивану и Зорану.
Носилац је Партизанске споменице 1941. и других југословенских одликовања, међу којима су — Орден заслуга за народ са златном звездом, Орден братства и јединства са златним венцем, Орден братства и јединства са сребрним венцем и Орден за храброст. Орденом народног хероја одликован је Указом председника ФНРЈ маршала Јосипа Броза Тита 27. новембра 1953, а Орденом јунака социјалистичког рада одликован је Указом Председништва СФРЈ 12. новембра 1980. године.